# Samuel Brown (officier de la Royal Navy)
Pour les articles homonymes, voir Samuel Brown et Brown.
Samuel Brown (1776 – 13 mars 1852) est un pionnier dans la conception et la fabrication de chaînes et dans la conception et la construction de ponts suspendus. Il est surtout connu pour le Union Bridge (en) de 1820, le premier pont suspendu en Grande-Bretagne.

## Carrière navale
Brown est né à Londres, fils de William Brown de Borland, Galloway, en Écosse. Il a joint la Royal Navy en 1795, en servant d'abord sur les stations de Terre-Neuve et de la mer du Nord. Il a servi comme lieutenant sur HMS Royal Sovereign (1803) et en 1805 a rejoint le HMS Phoenix (en) comme premier lieutenant. Pendant son service sur Phoenix, il a pris part à la capture de la frégate française Didon (en). L'année suivante, il a été nommé sur le HMS Imperieuse, suivies par des périodes de service à bord du HMS Flore et HMS Ulysses (en).
Au cours de son service, il effectue des tests sur des câbles de chaînes en fer forgé, les utilisant comme gréement pour le HMS Penelope (en) en 1806, lors d'un voyage vers les Antilles. Cela a tellement impressionné l'Amirauté qu'à son retour, en 1808, qu'il a immédiatement été ordonné que quatre navires de guerre soient équipés avec des câbles de chaîne.
En 1808, Brown obtient des brevets pour des maillons en chaîne torsadée, des manilles et des émerillons. Ses modèles de manille et de pivot ne se sont guère améliorés pendant les 100 années qui ont suvi,.
En 1811, il est promu commander (en 1842, il reçoit le grade de capitaine à la retraite), et ses chaînes sont introduites pour tenir les ancres des navires. Il prend sa retraite de la marine en mai de 1812. Juste quatre ans plus tard, la Royal Navy a normalisé l'usage de chaînes en fer au lieu des câbles de chanvre pour tous les nouveaux navires de guerre.

## La fabrication de chaînes

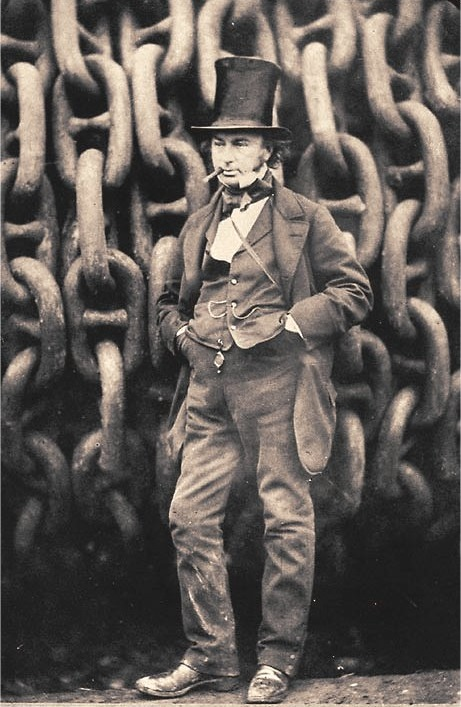
Isambard Kingdom Brunel devant les chaînes fabriquées par les forges de Brown à Pontypridd pour le SS Great Eastern.

Il crée une société (connue sous le nom Samuel Brown & Co et aussi Brown Lenox & Co (en)) avec son cousin Samuel Lenox, initialement basé à Millwall à l'est de Londres, à partir de 1812, puis, à partir de 1816 sur un plus grand chantier exploité par William Crawshay Brown), établissant le Newbridge Chain & Anchor Works (Pontypridd) à Ynysangharad, près du canal de Glamorganshire (en) , à Pontypridd , au sud du Pays de Galles , à proximité de grandes réserves de fer et de charbon,.
Son entreprise a continué à fournir toute la chaîne de la Royal Navy jusqu'en 1916, et elle a fait les chaînes du SS Great Eastern de Isambard Kingdom Brunel , magnifiées par le photographe Robert Howlett.

## La construction de ponts
Il obtient un brevet pour la fabrication de chaînes en 1816 et a breveté des maillons en fer forgé convenant à un pont suspendu en 1817. La même année, d'autres ont construit Dryburgh Bridge (en), le premier pont supporté par des chaînes en Grande-Bretagne. Brown avait déjà expérimenté un pont suspendu à chaîne, en construisant une structure d'essai de 32 m de portée en 1813.
"Quand il réfléchissait à la façon de construire un pont sur la rivière Tweed, Sir Samuel Brown s'arrêta en observant une toile d'araignée et découvrit le pont suspendu." —Charles Bender, 1868.
Brown a également été invité à participer à des propositions avortées pour un pont suspendu à Runcorn. En septembre 1818, il soumet des dessins pour l'Union Bridge (en) sur la rivière Tweed, qui fut terminé en 1820 et qui a subsisté.
Brown a continué à construire plusieurs autres ponts de chaîne, ainsi que le Trinity Chain Pier (en) à Newhaven, Édimbourg (ouvert en 1821 et détruit dans une tempête en 1898) et le Chain Pier (en) à Brighton (1823-1896). La plupart de ses conceptions utilisaient un tablier de pont non renforcé, avant qu'il ne devienne clair que cette forme était vulnérable aux forces du vent et instable sous des charges concentrées. Ses conceptions ont été revues par des ingénieurs éminents comprenant John Rennie et Thomas Telford, et généralement approuvées. Les conceptions de Brown étaient significativement moins conservatrices que celles de ses contemporains, adoptant une résistance à la traction plus élevée pour ses chaînes de fer.

### Les principaux ponts
- Union Bridge (Tweed) (en), Rivière Tweed, 1820;

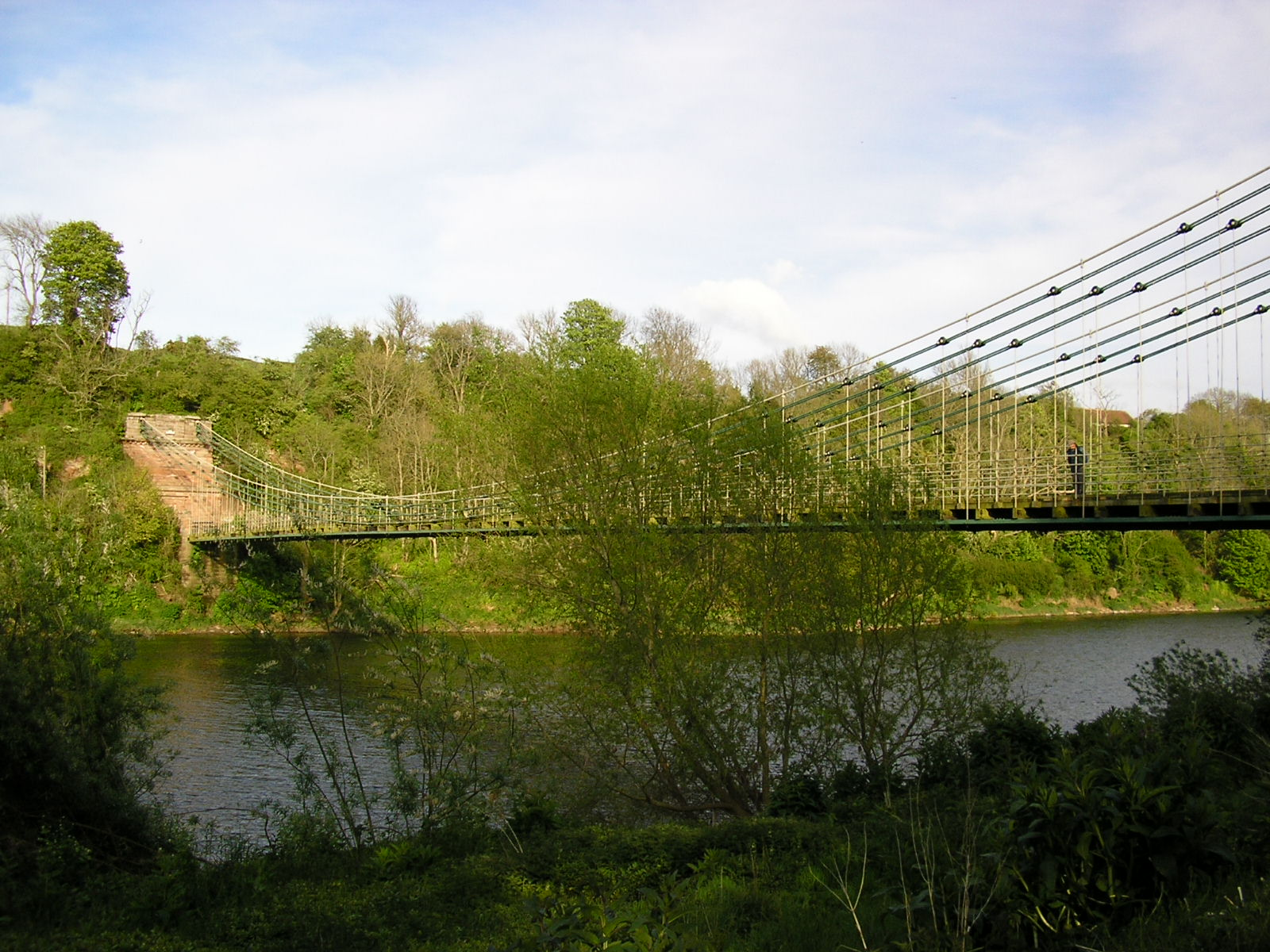
Union Bridge

- Trinity Chain Pier, en Écosse, en 1821 (détruit en 1898)[10]
- The Royal Suspension Chain Pier, Brighton, 1823 (détruit en 1896);
- Welney Bridge, Norfolk, 1826 (remplacé en 1926)[11];
- Hexham Bridge, Rivière Tyne, 1826 (remplacé en 1903);
- Pont suspendu de Menai (Menai Suspension Bridge), Pays de Galles, 1826 (reconstruit en 1941, avec des chaînes en acier);
- South Esk Bridge, Montrose, 1829 (effondré en 1830 sous le poids de la foule, en tuant trois, et s'effondrant à nouveau en 1838, oscillant dans un ouragan);
- Chemin de fer sur pont suspendu Stockton et Darlington (en), Rivière Tees, 1830 (premier chemin de fer sur pont suspendu au monde);
- Wellington Suspension Bridge, Aberdeen, 1830-1831;
- Norfolk Suspension Bridge, à Shoreham-by-Sea a été ouvert en 1834, conçu par Brown et William Tierney Clark. Remplacé en 1922[12];
- Kalemouth Bridge, Rivière Teviot, 1835;
- Kenmare Bridge, en Irlande, en 1840 (démoli en 1932)[13].

## Vie personnelle
Une de ses maisons était proche du projet de Brighton, au 48 Marine Parade, maintenant connu sous le nom de Chain Pier House. En 1827, Brown acheta Netherbyres, une maison de campagne près d'Eyemouth dans le Berwickshire, au sud-est de l'Écosse. Il fit démolir la maison existante et fit construire une nouvelle maison (vers 1836), qu'il vendit plus tard le 5 mars 1852, quelques jours avant sa mort.
Le 14 août 1822 Brown a épousé Marie Horne d'Edimbourg.
Brown a été élu membre de la Royal Society of Edinburgh , le 7 février 1831. En 1838, Brown a été fait chevalier par la Reine Victoria.
Il meurt, âgé de 75 ans, à Vanbrugh Lodge, Blackheath, Londres , le 13 mars 1852, et est enterré au Cimetière de West Norwood.